# フランチシェク・ドルチコル
フランチシェク・ドルチコル（František Drtikol, 1883年-1961年）は、主として戦間期に活躍した、チェコの写真家。
日本では「フランティセック・ドルティコル」または「フランティセック・ドゥルティコル」と表記されることが多い。

## 人物・来歴
ピクトリアリスムを基調とした女性写真（特にヌード写真）を得意とする。独特のぼかしを多用した作品が多く、光の使い方にも大きな特徴がある。その中で、白と黒のコントラストも、十分に生かされており、ときとして幻想的な画面を作り出している。
日本のピクトリアリスム作品（特に第二次世界大戦前の作品。しかも、淵上白陽らの「構成派」すら）にも、強い影響を与えていると考えられる。

## 日本国内での展覧会
- 私を見て! ヌードポートレイト Look at me ! Portrait photographs of nude（東京都写真美術館・2010年7月31日 - 10月3日）東京都写真美術館のサイトより
  - 紹介された作品は、次の2点（最初の番号は、展示作品リストの番号）
    - 29、立つヌード、男性ヌード（Standing Nude, Male Nude）、1927年、103 × 80mm、ゼラチン・シルバー・プリント（Gelatin Silver Print）
    - 30、腕をもたせて座るヌード（Seated Nude, Resting on Arms）、1927年、168 ×232mm、ゼラチン・シルバー・プリント（Gelatin Silver Print）

## 外部サイト
- 図版